# Oliver Konietzny
Oliver Konietzny (* 24. November 1987 in Bad Homburg vor der Höhe) ist ein deutscher Schauspieler.

## Leben
Oliver Konietzny absolvierte von 2008 bis 2012 sein Schauspielstudium an der Otto-Falckenberg-Schule in München. 2011 erhielt er ein Ausbildungsstipendium des Deutschen Bühnenvereins.
Sein erstes Theaterengagement hatte er, bereits vor Abschluss seiner Ausbildung, an den Münchner Kammerspielen (2011–2012). In der Spielzeit 2012/13 war er am Theater Erlangen engagiert, wo er unter anderem Damis, Orgons Sohn, in Tartuffe (Regie: Dominik von Gunten) und den Freier Bassanio in Der Kaufmann von Venedig (Regie: Robin Telfer) spielte. Weitere Theaterverpflichtungen folgten am Theaterhaus Jena (2013, in Der Meister und Margarita), am „Studio Naxos“ in Frankfurt am Main (ab 2014), am Künstlerhaus Mousonturm in Frankfurt am Main (2015) und am Staatstheater Darmstadt (Spielzeit 2016/17).
Konietzny stand seit 2011 auch für Film, Kino und das Fernsehen vor der Kamera. Sein Kinodebüt hatte er 2011 in einer Nebenrolle als jugendlicher Straftäter Alex in dem Filmdrama Schuld sind immer die Anderen von Regisseur Lars-Gunnar Lotz. Eine weitere Nebenrolle spielte er als Ioannis in dem Polizeithriller Wir waren Könige, wo er ein Mitglied einer Jugendgang verkörperte. Seine erste Kinohauptrolle übernahm Konietzny als DDR-Jugendlicher Alex in dem Mitte der 1980er Jahre spielenden Tanzfilm Dessau Dancers (2014), wo er sich als Mitglied einer Freundesclique für Breakdance begeistert, eine Hip-Hop-Band gründet und ins Visier der DDR-Staatsmacht gerät.
In dem Fernsehzweiteiler Die Dasslers – Pioniere, Brüder und Rivalen (2016) verkörperte er den jungen Horst Dassler. In der Fernsehkomödie Plötzlich Türke (Erstausstrahlung: Oktober 2016) spielte er, an der Seite von Nikola Kastner, den jungen hannoverschen Musiker Jim. In der ARD-Krimireihe Der Kroatien-Krimi spielte er in dem Krimi Mord auf Vis (Erstausstrahlung: Januar 2018) den aus Split stammenden Aushilfskoch und Anti-Neonazi-Aktivisten Stjepan.
Außerdem wirkte er in mehreren Fernsehserien in Haupt- und Nebenrollen mit. In dem 90-minütigen SOKO Leipzig-Serienspecial Zwei Schwestern (Erstausstrahlung: September 2014) spielte er, neben Therese Hämer und Eleonore Weisgerber, den Adoptivsohn bzw. leiblichen Sohn der beiden Inhaberinnen eines Leipziger Auktionshauses. In der Mystery-Fernsehserie Armans Geheimnis war er 2015 in der 1. Staffel in einer der Hauptrollen zu sehen; er verkörperte den Zauberer Garwin, den Gegenspieler und Rivalen der männlichen Hauptfigur Arman (François Goeske).
Er hatte außerdem Episodenrollen in den Fernsehserien Um Himmels Willen (2014, als jugendlicher „Entführer“ Daniel Fromm), Koslowski & Haferkamp (2014, als Anlageberater Robert Gürtler), Der Staatsanwalt (2015, als Winzer-Sohn Felix Baumgard, der tatverdächtige Bruder des ermordeten Haupterben, neben Meike Droste) und erneut in SOKO Leipzig (2017, als Taxifahrer und Tatverdächtiger Timo Klimaschevski, im letzten Fall von Andreas Schmidt-Schaller als Kriminalhauptkommissar Hans-Joachim „Hajo“ Trautzschke).
Weitere Episodenrollen hatte er in der 4. Staffel der TV-Serie WaPo Bodensee (als aktenkundiger „Hallodri“ Alex Jessen) und in der ZDF-Serie Notruf Hafenkante, die im März 2020 ausgestrahlt wurden.
In der TV-Komödie Viele Kühe und ein schwarzes Schaf, die im Januar 2020 auf Das Erste erstausgestrahlt wurde, verkörperte Konietzny an der Seite von Matthias Brenner den in der universitären Forschung gescheiterten Tierarzt Martin Müller, der in der Landtierarztpraxis seines Vaters, zu dem er schon immer ein angespanntes Verhältnis hatte, als Vertretung einspringt. In der 23. Staffel der TV-Serie In aller Freundschaft (2020) übernahm er, an der Seite von Lena Meckel, eine der Episodenhauptrollen als junger, wegen einer früheren Sterilisation zeugungsunfähiger Bräutigam, dessen Verlobte sich sehnsüchtig Kinder wünscht. Eine weitere Episodenhauptrolle folgte für Oliver Konietzny in der 7. Staffel der TV-Serie In aller Freundschaft – Die jungen Ärzte (2023) als schwerverletzter Patient Max Krohn, dessen Lebenspartner (Andreas Christ) im Schockzustand übereilte Lebenspläne zu verwirklichen sucht. In der 48. Staffel der ZDF-Krimiserie Der Alte (2024) übernahm er eine Episodenrolle als tatverdächtiger Mitarbeiter eines Bestattungsinstitus.
Konietzny arbeitet auch als Sprecher für Hörspiele und Dokumentarfilme. Er lebt in Frankfurt am Main.

## Filmografie (Auswahl)
- 2012: Schuld sind immer die Anderen (Kinofilm)
- 2014: Um Himmels Willen: Lösegeld (Fernsehserie, eine Folge)
- 2014: Koslowski & Haferkamp: Kleingartenidylle (Fernsehserie, eine Folge)
- 2014: Dessau Dancers (Kinofilm)
- 2014: Wir waren Könige (Kinofilm)
- 2014: SOKO Leipzig: Zwei Schwestern (Fernsehserie; Serien-Special)
- 2015: Der Staatsanwalt: Familienbande (Fernsehserie, eine Folge)
- 2016: Die Dasslers – Pioniere, Brüder und Rivalen (Fernsehfilm)
- 2016: Plötzlich Türke (Fernsehfilm)
- 2017: Kommissar Marthaler – Die Sterntaler-Verschwörung (Fernsehreihe)
- 2017: SOKO Leipzig: Der letzte Fall (Fernsehserie, eine Folge)
- 2018: Der Kroatien-Krimi: Mord auf Vis (Fernsehreihe)
- 2018: Morden im Norden: Der letzte Kuss (Fernsehserie, eine Folge)
- 2020: Viele Kühe und ein schwarzes Schaf (Fernsehfilm)
- 2020: Um Himmels Willen: Überraschungen (Fernsehserie, eine Folge)
- 2020: WaPo Bodensee: Rien ne va plus (Fernsehserie, eine Folge)
- 2020: Notruf Hafenkante: Schicksalstag (Fernsehserie, eine Folge)
- 2020: In aller Freundschaft: Geplatzte Hoffnungen (Fernsehserie, eine Folge)
- 2021: In aller Freundschaft – Die jungen Ärzte: Ausgleich (Fernsehserie, eine Folge)
- 2024: Der Alte: Gestorben wird immer (Fernsehserie, eine Folge)
- 2024: Ein Fall für zwei: Spurlos verschwunden (Fernsehserie, eine Folge)